# Austrosipyloidea
Austrosipyloidea is een geslacht van Phasmatodea uit de familie Diapheromeridae. De wetenschappelijke naam van dit geslacht is voor het eerst geldig gepubliceerd in 2007 door Brock & Hasenpusch.

## Soorten
Het geslacht Austrosipyloidea is monotypisch en omvat slechts de volgende soort:
- Austrosipyloidea carterus (Westwood, 1859)